# Lysander (New York)
Lysander város az USA New York államában, Onondaga megyében. Lakosainak száma 23 074 fő (2020. április 1.).

## Népesség
A település népességének változása:

| 2010 | 21 759 |
| 2020 | 23 074 |